# Apatin
Apatin (serbisch-kyrillisch Апатин [ˈapatin] ⓘ) ist eine Stadt an der Donau im Bezirk Zapadna Bačka der autonomen Provinz Vojvodina in Serbien mit etwa 17.350 Einwohnern. Der Verwaltungssitz der Opština Apatin liegt ungefähr 120 km von Novi Sad entfernt. Apatin hatte eine große Schiffswerft und einen Donauhafen, der früher von den Schiffen der Donau-Dampfschifffahrts-Gesellschaft angelaufen wurde.

## Geschichte
Die erste Erwähnung Apatins ist aus dem Jahr 1011 datiert, als eine Abtei des Erzbistums von Kalocsa. Der Name Apatin mag sich auch von dem Wort Abtei herleiten, siehe dazu die serbokroatische Entsprechung opatija, die römisch-katholische, vorwiegend benediktinische Abteien bezeichnete. Apatin gehörte damals zu Ungarn. Um 1417 wird es zu den ungarischen Lehen Stefan Lazarević' gezählt. Die Osmanen eroberten Apatin um 1541 und blieben bis etwa 1689.

### Habsburger Monarchie

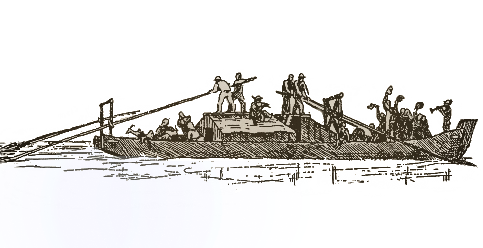
Historische Darstellung einer „Ulmer Schachtel“

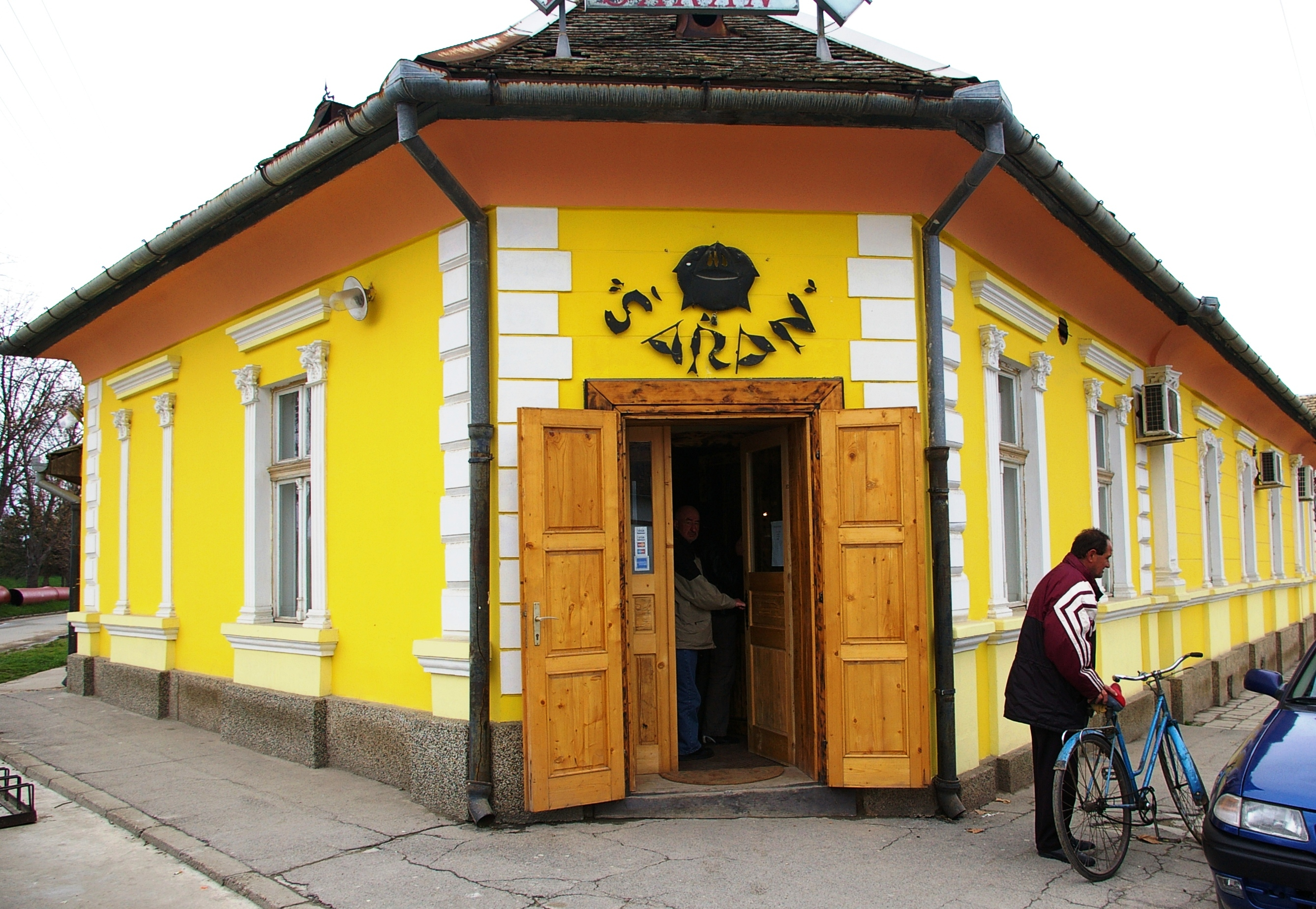
Traditionelles Gasthaus Šaran („Zum Karpfen“)

Im Großen Türkenkrieg kam Apatin um 1690 zur Habsburgermonarchie. Die Ortschaft wurde zunächst von serbischen Flüchtlingen südlich der Donau neu besiedelt und Buksinovacz genannt. 1739 wurde Apatin dann an der Stelle des alten Prädiums Opati (oder Opaty) als sogenannter „Schüttkasten“ (Brückenkopf mit Proviantstation) von der Wiener Hofkammer an der damaligen Endstation der Ulmer Schachteln gegründet und mit deutschen Wachsoldaten aus dem nahe gelegenen Esseg besiedelt, während die serbischen Einwohner nach Stapar bei Sombor umgesiedelt wurden. 1748 wurde die erste römisch-katholische Kirche („Maria Himmelfahrt“) gebaut, anschließend erfolgte die Ansiedlung von Donauschwaben. Apatin ist eine frühtheresianische Kameralsiedlung, die in zwei Phasen ausgebaut wurde. Sie sind im Grundriss zu erkennen. Der Südosten gehört zur ersten Phase der Gründung von 1750 bis 1753. Dieser Teil ist unregelmäßiger konstruiert als der nördliche, welcher die Ansicht einer geometrischen Schachbrettform bietet. Ihre Anlage wird in die Zeit von 1764 bis 1766 datiert. Zwar entbehrt der Gesamteindruck einer konsequenten Bauvorlage, es zeichnet sich jedoch die planmäßige Anlage des neuen Baustils bereits deutlich ab.
Im Allgemeinen haben die Österreicher bereits bestehende geographische Bezeichnungen übernommen. Man muss daher davon ausgehen, dass der Ort bereits Apatin hieß. Die Namensform Abthausen, eine (wohl falsche) Übersetzung der deutschen Wehrmacht war demnach, seit es die deutsche Ansiedlung an der Donau gegeben hat, niemals amtlich.
Apatin hatte im Jahre 1820 bereits 5.389 Einwohner, darunter 5.316 Deutsche.
1881 zählte man in Apatin 11.973 Einwohner, welche Seidenspinnerei, Hanfbau und Fischfang betrieben. Bis 1944 war Apatin mit rund 14.000 Bewohnern die größte deutsche Gemeinde im Königreich Jugoslawien.

### Zweiter Weltkrieg
Apatin war nach dem Ersten Weltkrieg geistiges Zentrum des deutschen Katholizismus im neu entstandenen Königreich Jugoslawien. Seit dem Frühjahr 1935 erschien hier die durch ihren Standpunkt gegen den Nationalsozialismus weit über die Grenzen des Landes bekannt gewordene und auf Betreiben Deutschlands von den ungarischen Besatzungsbehörden 1941 verbotene römisch-katholische Wochenschrift Die Donau. Am 11. März 1945 wurde die nicht geflohene Bevölkerung Apatins von den Partisanen aus ihren Heimstätten vertrieben und nach Gakovo und Kruševlje in die dortigen Straflager gebracht. Nach wenigen Monaten waren 700 Apatiner dort des Hungertodes gestorben. Insgesamt sind 2074 Apatiner Opfer unter der Zivilbevölkerung namentlich bekannt; dabei sind auch die Umgekommenen der von dem Tito-Regime 1944/45 durchgeführten Deportation von Zivilpersonen aus dem Banat und der Batschka in die Sowjetunion mitberücksichtigt.

### Nach dem Zweiten Weltkrieg

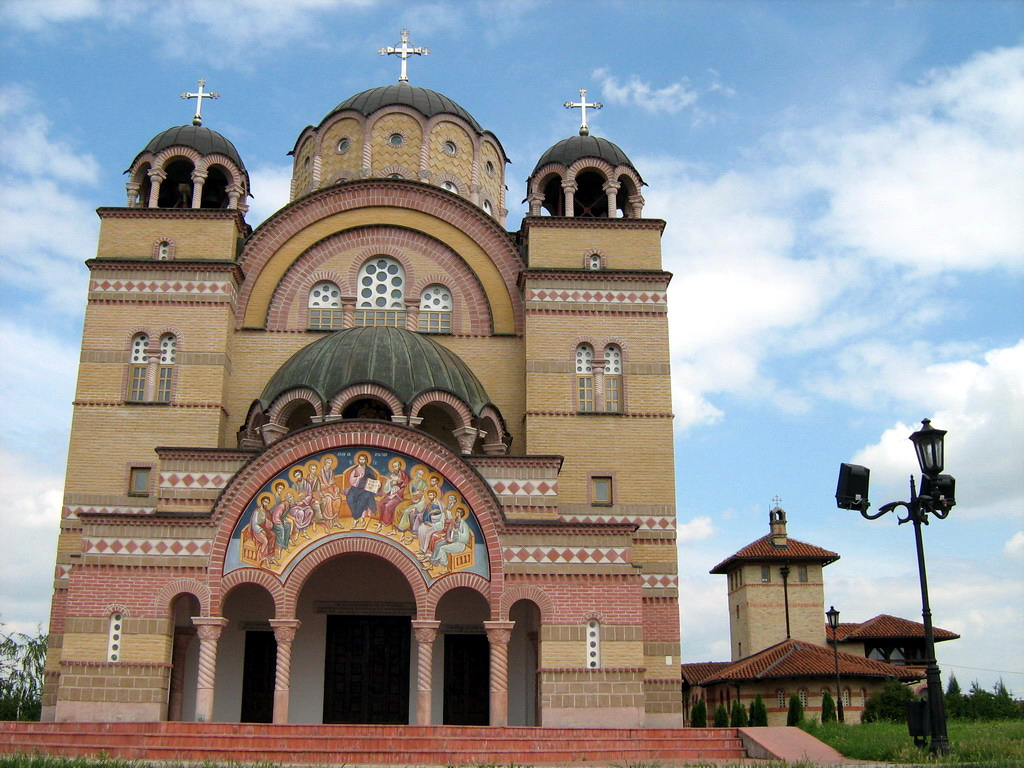
Serbisch-orthodoxe Kirche in Apatin

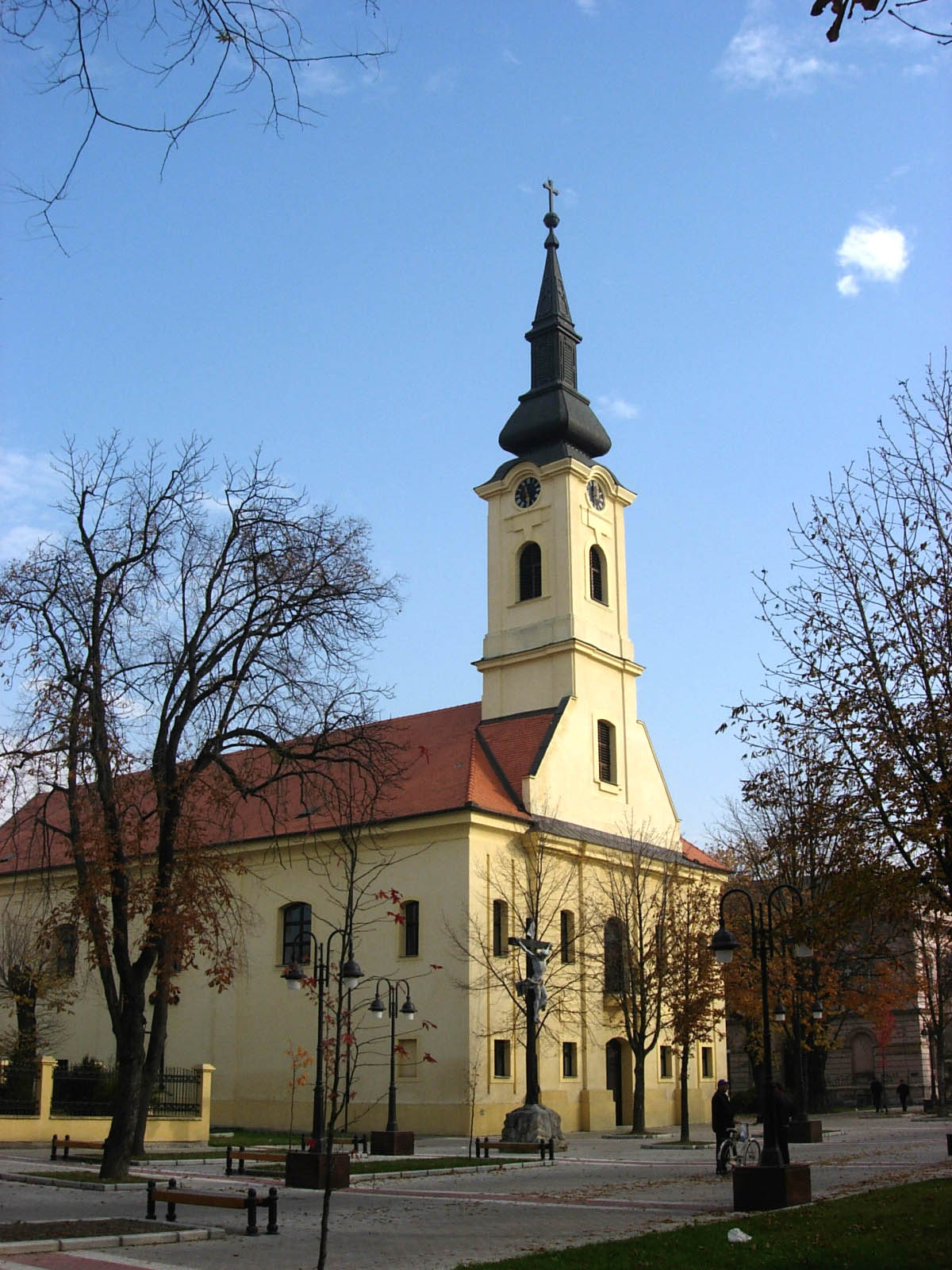
Römisch-katholische Kirche „Gesegnete Jungfrau Maria“ in der Stadtmitte

Mit der Vertreibung der deutschen Bevölkerung änderte sich die ethnische Struktur des Ortes. Die durch den Exodus der Donauschwaben entstandenen Siedlungslücken wurden durch 6000 serbische Siedler (Kolonisten) aus der Region Lika in Kroatien wieder geschlossen. Nach den Jugoslawienkriegen 1991–1995 veränderte sich die Bevölkerungsstruktur abermals zu Gunsten der Serben, da viele (vor allem junge) Ungarn aus Angst vor einer Rekrutierung in die jugoslawische Armee nach Ungarn flohen und da Apatin wie die meisten Ortschaften in der Vojvodina weitere serbische Flüchtlinge aus der Krajina (Lika), aber auch aus Bosnien und später aus dem Kosovo aufnahm.
Nach dem Zweiten Weltkrieg ist nur ein kleiner Teil der Donauschwaben in die Stadt zurückgekehrt. Bei der Volkszählung im Jahr 2012 bezeichneten sich in der Stadt Apatin noch 163 von 17411 Menschen als Deutsche (0,94 % der Bevölkerung), in der Opština 182 von 28929 (0,63 % der Bevölkerung; Zahlen von 2002: 142 oder 0,74 % in der Stadt, 159 oder 0,48 % in der Opština). Das ist der zweithöchste Wert der deutschen Minderheit in Serbien.

## Wirtschaft
Die 1756 gegründete Brauerei Apatinska Pivara a.d. Apatin, deren Hauptmarke Jelen Pivo („Hirsch-Bier“) das meistgetrunkene Bier Serbiens ist, ist größter Arbeitgeber am Ort.

## Donaumühlen

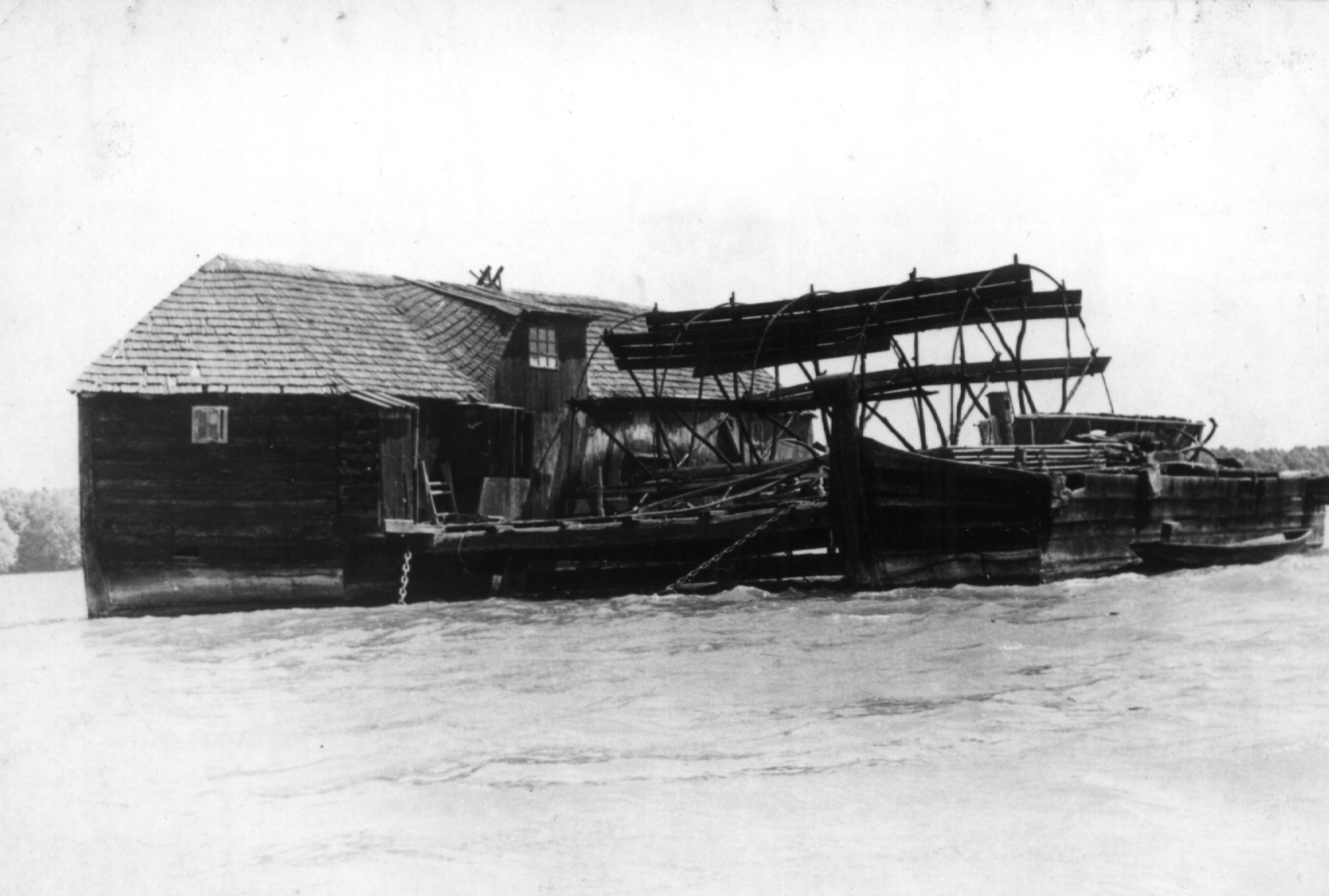
Die Donaumühle von Georg Kammerer 1950

Bei den Apatiner Donaumühlen handelte es sich um Schiffsmühlen, die in Form eines Katamarans aufgebaut waren. Haupt- und Nebenschiff waren mit einer Brücke verbunden. Das Wasserrad befand sich hinter der Brücke und war auf beiden Schiffen gelagert. Im Hauptschiff befanden sich zwei Mahlwerke, die Siebe und die Sackabfüllanlagen. Die Mahlwerke hatten Stahlwalzen, im Gegensatz zu den damals in Deutschland noch üblichen Steinmahlwerken. Ein Gleichstromgenerator sorgte für elektrisches Licht. Die Kraftübertragung vom Wasserrad zu den Transmissionen erfolgte über große Zahnräder aus Holz. Die Mahlwerke und die Siebe wurden über Riemen angetrieben. Die Mühlen waren bevorzugt an Stellen der Donau mit besonders starker Strömung verankert. Sie wurden im Spätherbst in den Winterhafen gebracht, da die Donau im Winter meist zufror. Bauern aus der ganzen Region brachten ihren Weizen zum Mahlen nach Apatin, da die Donaumühlen des Ortes für die Produktion von Mehl in guter Qualität bekannt waren. Gezahlt wurde der Müller in Naturalien, wobei er eine 10-prozentige Maut von den Fertigprodukten wie Mehl, Grieß oder Kleie einbehielt. Weizen und anderes Mahlgut wurde mit einem Lastkahn (einer sog. Zille) transportiert, die von zwei Müllergesellen gerudert und vom Müller gesteuert wurde.
Um 1900 gab es in Apatin 64 Donaumühlen. Viele konnten sich im Wettbewerb mit den konkurrierenden Dampfmühlen wirtschaftlich nicht durchsetzen und mussten schließen. Die letzte Donaumühle besaß der Apatiner Donauschwabe Georg Kammerer (1889–1967). Sie wurde in den 1950er Jahren außer Betrieb genommen.

## Spezialitäten

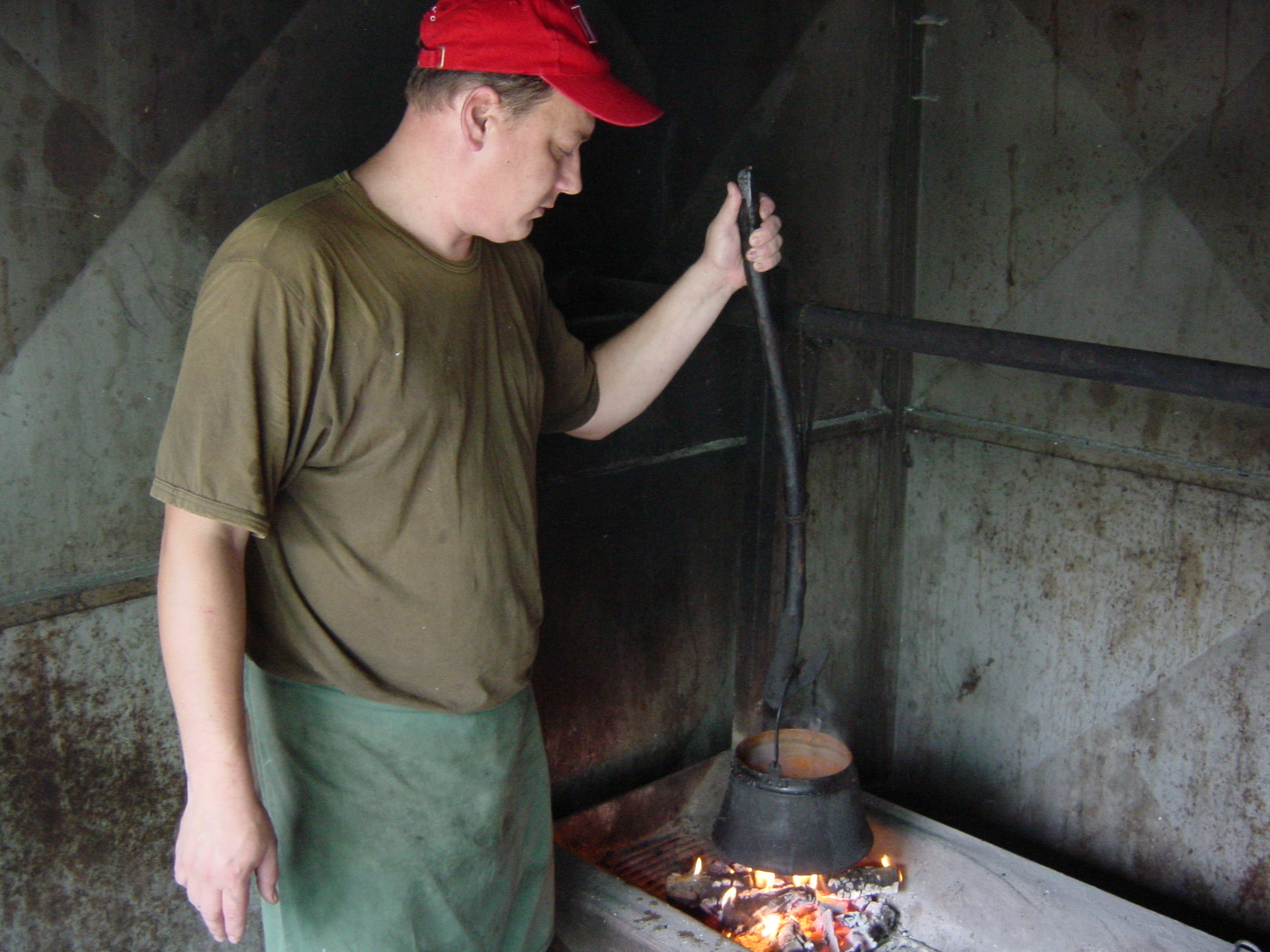
Zubereitung eines Fisch-Paprikasch

Die Apatiner Fischsuppe Fisch-Paprikasch hat eine lange donauschwäbische Tradition. Das Rezept stammt ursprünglich von den Ungarn (halpaprikás). Nach dem Krieg wurde es auch von den Serben übernommen (riblji paprikaš): Donaufische werden mit viel Zwiebeln und Paprika in einem Kupferkessel auf offenem Holzfeuer gekocht. Die Suppe kommt im Kupferkessel auf den Tisch und wird mit Bandnudeln serviert. Heute wird die Fischsuppe in vielen Restaurants im ganzen Land angeboten.

## Sport
Der Fußballklub FK Mladost Apatin spielte lange Jahre in der zweiten Liga des Landes, in der Saison 2006/07 auch in der serbischen SuperLiga. Wegen großer finanzieller Probleme wurde der Verein 2011 aufgelöst. An seiner Stelle wurde der OFK Mladost gegründet, der aber in die niedrigste Liga eingruppiert wurde.

## Söhne und Töchter der Stadt
- Paul Abraham (1892–1960), Komponist
- Adam Berenz (1898–1968),  römisch-katholischer Geistlicher, Journalist und Widerstandsaktivist in der Batschka während der Zeit des Nationalsozialismus
- Ervin Šinko (1898–1967), ungarischer Schriftsteller und Professor
- Anthony Bruck (1901–1979), Universitätsprofessor, Schriftsteller und Psychologe[12]
- Franz Čermak (1909–1943), banatschwäbischer römisch-katholischer Geistlicher und Märtyrer
- Anton Schwob (1937–2023), österreichischer Germanist
- Josef Sayer (* 1941), deutscher Theologe und Entwicklungshelfer
- Lajos Szűcs (1943–2020), ungarischer Fußballspieler und Schauspieler
- Robert Benz (* 1954), deutscher Pianist und Musikpädagoge
- Oliver Ferenc (* 1969), Dartspieler
- Nenad Medić (* 1983), professioneller kanadischer Pokerspieler
- Predrag Vejin (* 1992), serbischer Handballspieler